# Sozialversicherungsanstalt St. Gallen
Die Sozialversicherungsanstalt St. Gallen (SVA St. Gallen) ist im Auftrag des Bundes und des Kantons St. Gallen für die Umsetzung von Sozialversicherungsrecht verantwortlich. Sie ist das kantonale Kompetenzzentrum für Sozialversicherungen mit dem Status einer selbständigen öffentlich-rechtlichen Anstalt. Mit rund 400 Mitarbeitern erbringt sie Dienstleistungen für rund 350'000 Kunden mit unterschiedlichen Ansprüchen. Jedes Jahr werden von der SVA St. Gallen Leistungen im Umfang von mehr als zwei Milliarden Franken ausbezahlt. Die SVA St. Gallen erbringt Dienstleistungen für alle Bevölkerungskreise.

## Geschichte und Entwicklung
Die Ursprünge des Unternehmens gehen auf die Gründung der Ausgleichskasse im Zusammenhang mit der Einführung der Alters und Hinterlassenenversicherung (AHV) im Jahr 1948 zurück. 20 Jahre nach ihrer Gründung bezog die kantonale Ausgleichskasse im Osten der Stadt St. Gallen einen Neubau. An diesem Standort an der Brauerstrasse 54 erbringt die SVA St. Gallen noch heute ihre Dienstleistungen. 1988 musste der bestehende Bau erweitert werden, um genügend Platz für die Erbringung der gewünschten Dienstleistungen zu erhalten. 1995 erfolgte die Gründung der Sozialversicherungsanstalt (SVA). Seither arbeiten die IV-Stelle und die kantonale Ausgleichskasse unter einem Dach. Im Jahr darauf konnte der Neubau Ost bezogen werden und im Jahr 2006 ein Erweiterungsbau.

## Organisation
Die SVA St. Gallen führt in allen Gemeinden des Kantons St. Gallen AHV-Zweigstellen. Die Verwaltungskommission nimmt die strategische Führung der SVA St. Gallen wahr. Die operative Führung liegt bei einer dreiköpfigen Geschäftsleitung. Dem Direktor direkt unterstellt sind verschiedene Führungs- und Serviceabteilungen. Der Bereich Ausgleichskasse erbringt Leistungen für die AHV und die IV. Betreut wird
auch eine Vielzahl von Mitgliedern, die ihre Sozialversicherungsbeiträge über die SVA St. Gallen abrechnen. Auch alle anderen Dienstleistungen für Kunden der SVA St. Gallen – mit Ausnahme der Invalidenversicherung – werden von der Ausgleichskasse betreut. Die IV-Stelle ist zuständig für alle Fragen rund um Leistungen der Invalidenversicherung. Eine zentrale Aufgabe sind die beruflichen Massnahmen und die berufliche Integration. Sie beurteilt weiter die Zusprache von Hilflosenentschädigungen und Sachleistungen. Auch die Bekämpfung des Versicherungsmissbrauchs ist eine Aufgabe der IV-Stelle.

## Produkte und Dienstleistungen
Die Alters- und Hinterlassenenversicherung (AHV) ist seit ihrer Einführung im Jahr 1948 der bedeutendste Pfeiler der sozialen Altersvorsorge in der Schweiz. Die Altersrente ermöglicht einen finanziell weitgehend unabhängigen Rückzug aus dem Berufsleben. Die Hinterlassenenrente will verhindern, dass zum Leid, das der Tod eines Elternteils oder Ehegatten mit sich bringt, eine finanzielle Notlage hinzukommt.
Die Invalidenversicherung (IV) ist eine gesamtschweizerische obligatorische Versicherung. Durch Eingliederungsmassnahmen ermöglicht sie invaliden Versicherten, ihre Existenzgrundlage ganz oder teilweise selbständig zu sichern. Wenn eine berufliche Eingliederung nicht oder nur teilweise möglich ist, richtet die IV eine Rente aus.
Ergänzungsleistungen zur AHV und IV sind individuelle Leistungen. Die Ergänzungsleistungen werden aufgrund von wirtschaftlichen und persönlichen Verhältnissen berechnet. Bei den Ergänzungsleistungen handelt es sich nicht um Sozialhilfeleistungen, vielmehr besteht bei ausgewiesenem Bedarf ein verfassungsmässiges Recht auf den Bezug solcher Leistungen.
Die Pflegefinanzierung (PF) ist das jüngste Geschäftsfeld der SVA St. Gallen. Seit 2011 haben Bewohner eines Betagten- und Pflegeheims selbst nur noch einen begrenzten Anteil der Pflegekosten zu bezahlen. Weiterhin leistet die obligatorische Krankenversicherung einen Anteil an die Pflegekosten. Die restlichen Pflegekosten werden vom Staat finanziert. Betreuungs- und Aufenthaltskosten werden vom Bewohner selbst oder über die Ergänzungsleistungen bezahlt.
Die Erwerbsersatzordnung (EO) kompensiert den Verdienstausfall für die Zeit, die jemand im Militär-, Zivilschutz- oder Zivildienst verbringt. Während dieser Dienstleistungen und auch für Leiterkurse für «Jugend+Sport» sowie für Jungschützenleiterkurse sorgt die Erwerbsersatzordnung für einen Lohnausgleich.
Die Mutterschaftsentschädigung (MSE) ist im Jahr 2005 eingeführt worden. Finanziert wird sie mit den Beiträgen an die Erwerbsersatzordnung (EO), welche zusammen mit den AHV-Beiträgen erhoben werden.
Versicherte in bescheidenen wirtschaftlichen Verhältnissen haben Anrecht auf individuelle Prämienverbilligungen (IPV). So kann gezielt die Belastung durch die Prämien der obligatorischen Krankenpflegeversicherung gemindert werden.
Familienzulagen (FZ) sind eine Einkommensergänzung, die zu einem Lastenausgleich für Familien beitragen soll. Es wird unterschieden zwischen Kinder- und Ausbildungszulagen. Der Anspruch auf Kinderzulagen besteht, bis das Kind das 16. Altersjahr vollendet hat. Für Kinder in Ausbildung werden Ausbildungszulagen bis längstens zur Vollendung des 25. Altersjahres ausbezahlt.